# حی‌السلام
حی‌السلام یا مدینةالسلام یکی از محلات شهر قاهره پایتخت مصر است.
این محله در سال ۱۹۷۷ بدست انور سادات رئیس‌جمهور وقت مصر بنیاد شد. حی در عربی به معنی کوی و محله است و السلام به معنی آشتی و صلح.

## بخش‌ها، اماکن و خیابان‌ها
کوی اسکندریه، سبیکو، النهضه و عرب بلی که در خاور قاهره در نزدیکی شهر بدر و شهر غنامی شمالی واقع شده‌اند.
دیگر مناطق: منشیه السد العالی - خیابان اربعین - دهکده صعایده- بخش ابو رجیله- خیابان کمال حجاب - خیابان وطنیه- برکه الحج - کفر پاشا- کفر ابوصیر -الحرفیین - خیابان جمال عبد الناصر- قباء- شهرک عمر ابن الخطاب - بازار بین‌المللی قنال - عرب القرعان.